# ヴェルマ・バーフィールド
マージー・ヴェルマ・バーフィールド（英語: Margie Velma Barfield, 旧姓ブラード(英語: Bullard)、1932年10月29日 - 1984年11月2日）はアメリカ合衆国の1件の殺人で有罪を受けたものの、他に6人を殺したとされている連続殺人犯。バーフィールドは1976年にアメリカで死刑制度が復活して最初に処刑された女性であり、アメリカ全体で1962年から最初に執行された女性である。また、最初に薬殺刑が執行された女性でもある。

## 生い立ちと殺人事件
ヴェルマ・バーフィールドはノースカロライナ州のイーストオーバーに生まれたが、フェイエットビル近くで育つ。バーフィールドは父親から身体的虐待を受け、母親のリリアン・ブラードは虐待を止めなかったと伝えられる。1949年、彼女はトーマス・バークと結婚することで父親から逃れた。夫婦には2人の子が生まれ、子宮摘出術を受け背部痛を発症するまで幸せだったという。それらの出来事が行動変化をもたらし、ついにはバーフィールドを麻薬常用者にした。
バークが酒に走り、バーフィールドの不満は激しいものに変わっていった。1969年4月4日、バークが気を失ったあと、バーフィールドと子供たちは外出し、帰宅すると家は燃え、バークは死んでいた。1970年、バーフィールドは妻を亡くしたジェニングス・バーフィールドと再婚する。結婚から1年も経たない1971年3月22日に心臓の合併症で死亡した。
1974年、バーフィールドの母、リリアン・ブラードは激しい下痢、吐き気、嘔吐の症状を見せるが数日後に回復した。しかし、その年のクリスマスシーズンに再び症状で気分が悪くなり、1974年12月30日に入院から数時間後に死亡する。
1975年、バーフィールドは7件の小切手の不渡りの罪で懲役6月の判決を受けている。3ヶ月の投獄を経て釈放された。
1976年、バーフィールドはランバートンでモンゴメリー・エドワーズとドリー夫婦の介護を始める。1977年1月29日にモンゴメリーが体調を崩して死亡した。夫の死からちょうど1ヶ月が過ぎた3月1日、ドリーがブラードと同じ症状で亡くなる。後に彼女はドリーの殺害を自供している。翌年、バーフィールドは別の介護職に就いて足を折った76歳のレコード・リーの世話を始めた。1977年6月4日にリーの夫ジョン・ヘンリーは肺と胃に避けるような痛みと嘔吐と下痢の症状に苦しむ。その後すぐに彼は死亡し、後に彼女は彼を殺害したことを自白している。
他の被害者は、ドリー・エドワーズの親戚でバーフィールドの交際相手のローランド・スタウト・テイラーである。彼の口座を使って小切手の偽造をしたことがバレたのではないかと恐れ、彼女はテイラーのビールとお茶にヒ素入りの殺鼠剤を混ぜた。彼女が"健康を取り戻すために看病"している最中の1978年2月3日、テイラーが死亡する：検視解剖でテイラーの組織からヒ素が検出された。逮捕後、ジェニングス・バーフィールドの遺体が掘り起こされヒ素の痕跡が見つかったが、彼女は犯行を認めていない。彼女は立て続けにリリアン・ブラード、ドリー・エドワーズ、ジョン・ヘンリー・リーの殺害を自供したが、起訴されて有罪になったのはテイラーの殺害のみである。
シンガーソングライターのジョナサン・バードはジェニングスの最初の妻の孫に当たる。彼のアルバム Wildflowers に収録された"Velma"は殺人事件と捜査に関する自分の経験を歌っている。

## 収監と死刑執行
バーフィールドはノースカロライナ州ローリーにある逃走傾向が見られる精神病を患った囚人が集められるセントラルプリズンに収監された。当時、死刑の判決を受けた女性のための区域は存在せず、彼女は州で唯一人、死刑囚監房に入る女性死刑囚になった。女性死刑囚のための監房は、その後、North Carolina Correctional Institution for Women に作られている。
死刑囚房に入っている間に、彼女は敬虔なクリスチャンになっている。死刑執行までの1‐2年、彼女は囚人の世話に費やし、これにより、ビリー・グラハムから称賛されている。バーフィールドの宗教活動への関与は大きく、終身刑への減刑嘆願の活動が起こるに十分だった。
嘆願の2つ目の根拠は、ニューヨーク大学の精神科の教授で暴力行為の権威である、ドロシー・オトナウ・ルイス教授の宣誓証言である。証言では、バーフィールドは解離性同一性障害であると主張している。ルイスはバーフィールドの別人格である"ビリー"と話し、"ビリー"が言うには、ヴェルマは性的虐待の被害者で、彼がヴェルマの虐待者たちを殺したと証言した。しかし裁判官は納得しなかった。 ルイスはビリーが"（別人格の）誰かが殺したんだ。誰がやったなんて気にしてない"と言っていたと伝えている。
連邦裁判所に嘆願が拒否された後、バーフィルドは彼女の弁護団に最高裁判所への訴えを諦めるよう求めた。バーフィールドの死刑は1984年11月2日にセントラルプリズンで執行された。彼女は執行前に声明を出している。："私は事件に結び付けられた家族の誰もが痛みを経験したことを知り、申し訳なく思います。そして、この6年の間、ずっと私を支えてくれた人々に感謝します" 彼女は最後の食事にチーズ・ドゥードルス (アメリカのスナック菓子）とコカ・コーラを選んでいる。バーフィールドの遺体はノースカロライナの田舎の小さな墓地に、最初の夫トーマス・バークの墓のそばに埋葬されている。
州知事ジム・ハントが現職のジェシー・ヘルムスと上院議員の議席を争う中で嘆願を拒否し、バーフィールドの死刑執行が行われたことで、政治的論争が起こっている。